# Зилинг, Карстен
Карстен Гюнтер Эрих Зилинг (нем. Carsten Günter Erich Sieling; род. 13 января 1959, Нинбург) — немецкий политик, член Социал-демократической партии, Председатель Сената и бургомистр свободного ганзейского города Бремен (2015—2019).

## Биография
По окончании средней школы проходил с 1975 по 1978 год профессиональную подготовку на предприятии Telefunken в Ганновере, где проработал год. С 1979 по 1982 год учился в Гамбургской высшей школе науки и политики по специальности экономиста, в 1982—1988 годах продолжил экономическое образование в Бременском университете (в 1985—1986 годах учился по студенческому обмену в Мэрилендском университете в Колледж-Парке). В 1988—1989 годах прошёл альтернативную гражданскую службу, в 1993—1999 годах подготовил диссертацию и защитил докторскую степень по экономике.
С 1976 по 1990 год являлся активистом организации молодых социалистов в Нинбурге, с 1993 по 2002 год состоял в земельном совете бременского отделения СДПГ, с 1995 по 2009 год — член городского совета Бремена. С 2004 по 2006 год возглавлял бременскую организацию СДПГ, с 2005 по 2009 год — партийную фракцию в земельном парламенте.
В 2009 году избран в бундестаг, 27 сентября 2009 года вошёл в Финансовый комитет. Заместитель председателя земельной группы Нижняя Саксония/Бремен, с декабря 2011 года — член правления СДПГ.
15 июля 2015 года избран депутатами на должность председателя Сената и бургомистра свободного ганзейского города Бремен.
26 мая 2019 года социал-демократы потерпели тяжёлое поражение на местных выборах — с результатом 24,9 % они уступили ХДС, который с 26,7 % впервые стал крупнейшей политической силой Бремена. 1 июля, после долгих коалиционных переговоров с левыми и «зелёными», Зилинг отказался от повторного выдвижения своей кандидатуры на пост бургомистра, и 15 августа его преемником был избран однопартиец — Андреас Бовеншульте.